# Semih Erden
Semih Erden (Istanbul, 28 luglio 1986) è un ex cestista turco.

## Carriera
Nel 2008 è stato la 30ª scelta (60ª in assoluto) del draft NBA, selezionato dai campioni in carica dei Boston Celtics.
Nel 2011 viene mandato insieme a Luke Harangody ai Cleveland Cavaliers in cambio della seconda scelta nel draft 2013.
Quando inizió a militare nel campionato NBA venne considerato il nuovo Ömer Aşık.
Il 3 luglio 2012 firma un biennale con opzione per il terzo con la squadra turca dell'Anadolu Efes Istanbul
Con la Turchia ha disputato tre edizioni dei Campionati mondiali (2006, 2010, 2019) e cinque dei Campionati europei (2007, 2009, 2013, 2015, 2017).

## Palmarès
- YUBA liga: 1

Partizan Belgrado: 2004-05
- Campionato turco: 3

Fenerbahçe Ülker: 2006-07, 2007-08, 2009-10
- Coppa di Turchia: 1

Fenerbahçe Ülker: 2009-10